# Loc-Brévalaire
Loc-Brévalaire è un comune francese di 218 abitanti situato nel dipartimento del Finistère nella regione della Bretagna.

## Società

### Evoluzione demografica
Abitanti censiti